# Syndicat des éditeurs de logiciels de loisirs
Ne doit pas être confondu avec SdLL.
Le Syndicat des éditeurs de logiciels de loisirs (SELL) est un syndicat français qui a pour but de promouvoir les intérêts des éditeurs de jeux vidéo. Lors de sa création en 1995, il compte 25 d'adhérents.
Ses activités sont principalement des campagnes d'information auprès des professionnels du jeu vidéo, des pouvoirs publics et des consommateurs, ainsi que l'organisation de la Paris Games Week et du salon professionnel Interactive & Digital Entertainment Festival (IDEF).

## Classification
À partir du 1er juin 1999, le syndicat met en place un système de classification pour les jeux vidéo distribués en France. Au printemps 2003, le système de classification PEGI remplace le système de classification national par un système européen unique.
La classification du SELL séparait les jeux en quatre catégories :
| Icône | Description                     |
| ----- | ------------------------------- |
|       | Pour tous publics               |
|       | Déconseillé aux moins de 12 ans |
|       | Déconseillé aux moins de 16 ans |
|       | Interdit aux moins de 18 ans    |

## Direction
En 1995, Bruno Bonnell, alors PDG d'Infogrames, fonde le SELL et en devient le premier président ; Hervé Pasgrimaud est délégué général,.
En 2002, Jean-Claude Larue devient président, puis délégué général entre 2003 et 2012.
En 2003, Christian Bellone succède à Jean-Claude Larue à la présidence. Il est réélu en 2004.
En 2005, le SELL est présidé par Geoffroy Sardin (alors directeur général d'Ubisoft France), et compte une quarantaine d'adhérents.
En 2006, Philippe Sauze lui succède à la présidence. Il est réélu en 2007 et en 2008.
En 2009, Georges Fornay accède à la présidence du SELL,. Il était auparavant membre du conseil d'administration. Fornay quitte la présidence en 2011, puis devient secrétaire général entre 2011 et 2012.
De septembre 2011 à septembre 2013, le syndicat est présidé par James Rebours, directeur général de SEGA France et Allemagne,.
En septembre 2012, David Neichel, directeur général d'Activision Blizzard France, est élu président du SELL, ; Emmanuel Martin est nommé délégué général par intérim, avant d'être désigné délégué général le 1er août 2013.
En novembre 2014, Jean-Claude Ghinozzi, directeur de la division Retail Sales et Marketing de Microsoft France, est élu à la présidence pour une durée de deux ans.
En décembre 2016, Julie Chalmette, Directrice Générale de Bethesda, est élue présidente du SELL à l'unanimité. Elle est réélue pour un mandat de deux ans en 2018, puis à nouveau en 2020.
En septembre 2020, Nicolas Vignolles est nommé Délégué général du SELL.
En mars 2023, James Rebours, Directeur Général de PLAION, est élu président du SELL à l'unanimité.